# ソロモンズ (護衛空母)
ソロモンズ (USS Solomons, CVE-67) は、アメリカ海軍の護衛空母。カサブランカ級航空母艦の13番艦。その名を持つ艦としては二隻目。艦名はソロモン諸島に由来する。

## 艦歴
合衆国海事委員会の契約下ワシントン州バンクーバーのカイザー造船所で1943年3月19日に起工し、「エンペラー (Emperor) 」の名が決定した。ACV-67（補助航空母艦）に艦種が指定された後、1943年6月28日に「ナスーク・ベイ (Nassuk Bay) 」に改名し、1943年7月15日にCVE-67（護衛空母）へと艦種変更した。1943年10月6日にF. J. マッケナ夫人によって進水し、その1か月後「ソロモンズ」へ改名され、1943年11月21日にM. E. クリスト艦長の指揮下で就役した。
「ソロモンズ」はアストリア近辺のピュージェット湾で四週間にわたって各種テストと訓練を消化した後、12月20日にアストリアを出港。3日後にアラメダに寄港して12月25日にサンディエゴに到着した。12月30日、真珠湾へ向けて出港し、1944年1月6日に真珠湾に到着後は西海岸向けの航空機と便乗者を乗せて、1月9日に西海岸に向けて出港した。1月14日にサンディエゴに帰還すると、1月末までの間は南カリフォルニア沿岸部での戦闘演習に従事。
1月30日、「ソロモンズ」はサンディエゴを出港してノーフォークに向かった。パナマ運河への道中、「ソロモンズ」の航空機は運河に対する防空演習に参加。2月9日、「ソロモンズ」はバルボアに寄港して2日後に出港し、2月16日にノーフォークに到着した。
3月21日、「ソロモンズ」はブラジル向けの航空機および貨物を積んでノーフォークを出港し、4月13日にレシフェに到着した。輸送任務を終えると、第4艦隊（ジョナス・H・イングラム大将）の指揮下に入り、4月14日から対潜哨戒任務に就いた。しかし、レシフェまでの航海と5月4日から20日にかけて行われた哨戒任務を通じて、何事も起こらなかった。
6月、レシフェを出撃して定期の対潜哨戒に出動した「ソロモンズ」は、唯一の戦闘行為を体験する事となった。6月15日、「ソロモンズ」の対潜哨戒機のパイロットは、母艦から50マイル離れた地点にUボートを発見。この報告に基づいて、護衛駆逐艦「ストラウブ (USS Straub, DE-181) 」と「ハーゾッグ (USS Herzog, DE-178) 」は現場海域に急行。最初にUボートを発見した哨戒機のパイロットはUボートの対空砲火で撃墜されており情報が途絶えていたが、16時54分頃に5機の哨戒機が飛来して情報の空白は埋められた。やがて、空と海上からロケット弾や爆雷で攻撃を開始。哨戒機のパイロット1名を失ったものの、Uボートはやがて沈没。ストラウブはUボートの生存者20名を救助した。「ソロモンズ」は6月23日まで対潜哨戒任務に就いた後、レシフェに帰投して捕虜を上陸させた。2006年10月ごろに取材でインタビューされた「ソロモンズ」の乗員の証言によれば、Uボートは少なくとも2機を撃墜し、うち1機はこれ以上見方の損害が増える事を防ぐため、Uボートの司令塔に向けて体当たりを行った。乗員によれば、このときに生じた大音響が、人生の中で聞いた最も大きな音だった。
「ソロモンズ」の対潜哨戒部隊はリオデジャネイロに寄港した後、8月24日にノーフォークに帰投した。「ソロモンズ」はスタテンアイランドで約1ヵ月待機した後、9月25日にP-47戦闘機と150名の陸軍航空軍パイロットを乗せてカサブランカに向かい、10月6日に到着した。輸送任務を終えた「ソロモンズ」は、11月7日にナラガンセット湾に帰投した。
その後、「ソロモンズ」は海軍および海兵隊のパイロット候補生に対する着艦訓練に提供された。初めはクォンセット・ポイント近海で、1945年1月以降はフロリダ州ポート・エバーグレーズに移って着艦訓練を行った。12月5日に所謂バミューダトライアングル海域での訓練飛行中に消息を絶ったフライト19の5機のTBF雷撃機のパイロット14名と、フライト19を捜索中に自らも消息を絶ったPBM飛行艇のクルー13名の捜索を行ったが、成功しなかった。
1946年5月15日、「ソロモンズ」はボストン海軍工廠で退役し、6月5日に除籍された。その後、船体はベスレヘムのパナプスコ・スクラップ・コーポレーションに売却され、12月22日にニューポートにおいて関係者に引き渡された。